# Juruena
Juruena là một đô thị thuộc bang Mato Grosso, Brasil. Đô thị này có diện tích 3203,3 km², dân số năm 2007 là 8731 người, mật độ 2,73 người/km².